# Церковь Иоанна Богослова (Оренбург)
Церковь Иоанна Богослова (Иоанно-Богословская церковь) — православный храм в центре Оренбурга. Здание церкви является памятником градостроительства и архитектуры регионального значения.

## История
Храм был освящен в 1902 году.
С 1933 года по 1997 год храм был закрыт.
Решением малого Совета Оренбургского областного Совета народных депутатов «О постановке на государственную охрану памятников истории и культуры Оренбургской области» № 6-мс от 02.03.1993 здание бывшей Иоанно-Богословской церкви
признано памятником градостроительства и архитектуры регионального значения.
В 1996 году начались восстановительные работы, после передачи церкви епархии.
В 2002 году состоялось второе освящение.

## Описание
В церкви Иоанна Богослова один престол. Престольный праздник 21 мая.

## Современность
На сегодняшний день богослужения проводятся ежедневно. При храме работает воскресная школа.